# 吉國一郎
吉國 一郎（吉国 一郎、よしくに いちろう、1916年9月2日 - 2011年9月2日）は、日本の商工・法制官僚。位階は正三位。
内閣法制局長官。第9代プロ野球コミッショナー。神奈川県出身。

## 来歴
旧制東京高等学校を経て、東京帝国大学卒業。

### 官僚時代
1940年、商工省入省。同期に熊谷典文、国井真、小島慶三、加藤悌次（鉱山局長）等。
戦後は新制通商産業省から出向で内務省解体後の総理府において、主に法令審査畑を歩む。法制局長官総務室主幹、法制局第三部長、内閣法制局第一部長、内閣法制次長等を歴任。

#### 法制局長官
1972年、第1次田中角榮内閣の下において内閣法制局長官に就任。その後、田中角栄・三木武夫の2人の首相に合計4年半仕えた。
1973年6月28日の参議院における政府参考人答弁で、「天皇が元首であるかどうかは、要するに元首の定義のいかんに帰する問題であると思います。この点は、先般、衆議院の内閣委員会においても私申し上げたところでございますが、かつてのように、元首とは内治外交のすべてを通じて国を代表して、行政権を掌握する存在であるという定義によりまするならば、現在の憲法のもとにおきましては天皇は元首ではない」と断りつつ、見方によっては「日本は立憲君主制と呼んで差し支えないと思う」と発言した。

### 退官後
三木内閣改造に伴い内閣法制局長官を辞任。その後は様々な企業、団体の顧問、相談役を引き受けた（基本的に頼まれると断れない性格だという）。地域振興整備公団総裁、日本電信電話公社経営委員・同委員長、株式会社日本コンベンションセンター社長を歴任。1977年に総理府総務長官の私的諮問機関である公営競技問題懇談会の座長に就任し、1979年に公営競技の場外発売所の新設が容認する吉国答申をまとめた。
放送文化基金理事長（1993年-2005年）。日本ペア碁協会名誉会長。

#### 集団的自衛権に対する見解
2014年以前の歴代の内閣法制局は集団的自衛権の行使に対して否定的な見解を採用し、吉國の在任中も同様だったが、吉國自身は退官後に行使出来るよう解釈を変更すべきとの見解を表明していたことで知られる。

#### プロ野球コミッショナー
1989年3月、官界の識者として日本野球機構のコミッショナーに推薦する声が上がり、先代の竹内寿平が辞任して9か月もの間空席だったこともあり、吉國はコミッショナー就任を決意。第9代コミッショナーとなった。功績としては、アマチュア野球、特に学生野球との間にあった障壁を取り除くことに尽力し、学生がプロ入りするにあたっての一定の規則作りへの道筋を立てた（これは次代コミッショナーの川島廣守により2004年に結実する）。
一方でプロ野球内部の改革については、概して経営者側と選手側の板ばさみに遭い、統率力を発揮できなかったと評する声が多い。「職業選択の自由」を楯に選手側に入団したい球団を選ばせるべきであるとの一部球団首脳の意見に抗いきれず、結局1993年オフからプロ野球ドラフト会議において逆指名制度が導入された。また、これも一部球団首脳や選手会の声に押され、フリーエージェント制度を同年オフに導入し、1965年から「戦力均衡、12球団共存」の名の下に行われてきたドラフト会議を徐々に変質させていく道筋を作った。また1990年9月4日には「飲食物を粗末にすることに違和感がある」として、優勝時のビールかけの自粛を求める「強い要望」を述べたが、この年優勝した読売ジャイアンツ・西武ライオンズともこの要請を無視する形でビールかけを実施した。対外的な面に目を向けると、在任中は頻繁に日米野球、日韓野球を開催し、プロ野球レベルにおける野球の国際化に貢献した。
なお、近鉄を任意引退してメジャーリーグに挑戦するという形で日本球界が想定していない手法で日本球団を退団してメジャー挑戦した野茂英雄について吉國は否定的な見解を持っていた。その後で野茂がメジャーで大活躍すると「野茂は日本の誇り」と肯定的な見解を出した。吉國は歴代コミッショナー中最長となる3期9年もの間その職務を務め、1998年4月、その座を川島廣守に譲り、退任した。長きにわたりコミッショナー職を務め上げたことや野球の国際化に貢献したことを評価され、退任の翌年である1999年、特別表彰で野球殿堂入りした。特別表彰とはいえ、職を辞してから1年以内での殿堂入りは異例の早さである。

#### 囲碁
囲碁を趣味として、1973年に「囲碁文化会」会長、また、財団法人日本ペア碁協会会長。日本棋院相談役をつとめ、1984年に、大倉賞を受賞。

### 晩年
2011年9月2日、肺炎のため東京都渋谷区の自宅で死去。95歳没。没日付をもって従六位から正三位に昇叙せられた。

## 親族
父の吉國兼三は逓信省灯台局長を務めた官吏。弟の二郎は大蔵事務次官を務めた後横浜銀行頭取へと転身しており、この二人の履歴から吉國賢兄弟と評される。晩年は日本ペア碁協会名誉会長を務めていた。

### 系譜
```
　　　　　　┏━吉國　二郎━━━吉國　真一
吉國　兼三━┫
　　　　　　┗━吉國　一郎

```

## 栄典
- 1988年、勲一等瑞宝章受章[8]。

- 1995年、勲一等旭日大綬章受章[9]